# Párizs a XX. században
A Párizs a XX. században Jules Verne disztópikus regénye.

## Története
A mű cselekménye – Verne korához képest – a messze jövőben, 1960-ban játszódik, egy fiatalemberről szól, aki technológiailag igen fejlett, azonban kulturálisan nagyon visszamaradott világban – Párizsban – él, ahol az emberek felhőkarcolókban laknak, nagy sebességű vonatokon és gázüzemű autókon utaznak. Számológépeket és világméretű kommunikációs hálózatot használnak.

## Első megjelenése
A mű feltehetően 1860-ban készült, ám – egyes feltételezések szerint – Verne kiadója azt tanácsolta az írónak, hogy húsz évvel halassza el a könyve megjelentetését, aki a kéziratot elzárta. Ám valószínűleg megfeledkezett róla, s csak ükunokája találta meg 1989-ben, a regény nyomtatásban először 1994-ben jelent meg Franciaországban.

## Magyarul
- Párizs a XX. században. Regény; ford. Baranyi Ferenc, előszó, szöveggond. Piero Gondolo Della Riva; K. u. K., Bp., 1995
- Párizs a XX. században; ford. Baranyi Ferenc, sajtó alá rend. Majtényi Zoltán; Unikornis, Bp., 2003 (Jules Verne összes művei)